# Papiro 77

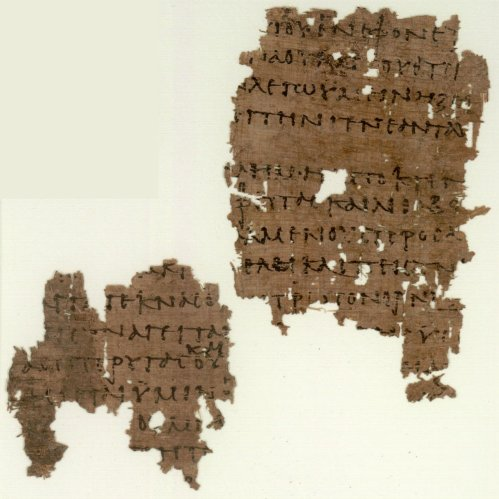
El Papiro 77 (P. Oxy. 2683 y 4405) con el texto de Mateo 23:30-34

El Papiro 77 (en la numeración Gregory-Aland), designado como {\displaystyle {\mathfrak {P}}}77, es una copia antigua de una parte del Nuevo Testamento en griego. Es un manuscrito en papiro del Evangelio de Mateo. El texto de Mateo que sobrevive son los versículos 23:30-39. El {\displaystyle {\mathfrak {P}}}77 está escrito en una letra elegante. El manuscrito ha sido asignado paleográficamente a una fecha ya sea a la mitad del siglo II o a principios del siglo III.

## Descripción
Sobreviven solo dos partes del Evangelio según Mateo (23,30-39). Las dimensiones de las hojas originales eran aproximadamente de 11 por 16 cm. El texto está escrito en 20 líneas por página, da la impresión que un escriba profesional lo escribió.
Los nombres sagrados están escritos con las abreviaturas (υν, ις, πηρ).
Según Comfort, este papiro junto con el Papiro 103 probablemente pertenecen al mismo códice.
Texto
El texto griego de este códice es una representación del tipo textual alejandrino. Aland lo describió como un "al menos un texto normal", y lo ubicó en la Categoría I. 
El {\displaystyle {\mathfrak {P}}}77 tiene una afinidad cercana al Códice Sinaítico.

## Historia
El manuscrito fue encontrado en Egipto, en Oxirrinco. En la lista de los manuscritos encontrados en Oxirrinco, ambos fragmentos fueron registrados con los números 2383 y 4405. El texto fue publicado por Pedro J. Parsons en 1968. Aland lo ubicó en la lista de los manuscritos del Nuevo Testamento, en el grupo de los papiros, dándole el número 77.
El manuscrito está fechado por el INTF en el siglo II. Comfort lo fechó para finales del siglo II.
Se cita en las ediciones críticas del Nuevo Testamento (NA27).
Ubicación en el presente
Actualmente está guardado en la Biblioteca Sackler como el (P. Oxy. 2683) en Oxford.

## Variantes textuales
- 23:30: Reorganiza las palabras αυτων κοινωνοι (con ellos partícipes) a κοινωνοι αυτων (partícipes con ellos).
- 23:37: Tiene una variante ortográfica ορνιξ en vez de ορνις (gallina).
- 23:37: Originalmente omitió και del texto. Un escriba lo agregó después superlinealmente entre πτερυγας y ουκ.
- 23:38: Según la transcripción del University of Münster Institute for New Testament Textual Research (Instituto de Investigación Textual del Nuevo Testamento de la Universidad de Muñiste), el escriba omitió ερημος (abandonada).[6] Sin embargo, según la transcripción de Philip Comfort y David Barrett, el escriba la incluyó.[7]

## Lectura adicional
- L. Ingrams, P. Kingston, Peter Parsons, and John Rea, Oxyrhynchus Papyri, XXXIV (London: 1968), pp. 4-6.
- Comfort, Philip W.; David P. Barrett (2001). The Text of the Earliest New Testament Greek Manuscripts. Wheaton, Illinois: Tyndale House Publishers. pp. 609-611. ISBN 978-0-8423-5265-9.

## Imágenes
- P.Oxy.LXVI 2683 de la Papirología en el "POxy: Oxyrhynchus en línea" de Oxford (en inglés)
- Verso del Papiro 77 (en inglés)
- Reverso del Papiro 77 (en inglés)

| Predecesor: Papiro 76 | Papiro 77 | Sucesor: Papiro 78 |

- Datos: Q654874
- Multimedia: Papyrus 77 / Q654874